# Josh Tatupu
Pas d'image ? Cliquez ici

a Compétitions nationales et continentales officielles uniquement.

b Matchs officiels uniquement.
Dernière mise à jour le 18 août 2015.
Joshua James Tatupu, dit Josh Tatupu, né le 6 novembre 1986 à Christchurch (Nouvelle-Zélande), est un joueur international samoan de rugby à XV jouant au poste de centre ou d'ailier. Il a aussi joué à Xlll notamment à Pia où il a été champion de France et a gagné la coupe de France lors de la saison 2005-2006.